# Amy Winehouse
Amy Jade Winehouse, angleška pevka in tekstopiska, * 14. september 1983, Southgate, London, Anglija, † 23. julij 2011, Camden, London, Anglija.
Znana je predvsem po svojem globokem kontraltu in po mešanici različnih zvrsti glasbe, kot so soul, jazz, rock & roll ter R&B

## Življenje
Amy je bila rojena v Londonu, v Združenem kraljestvu. Odraščala je v judovski družini štirih otrok, ki je z Amy delila ljubezen do jazz glasbe. Priljubljen in pogosto poslušan izvajalec v družini je bil Frank Sinatra, s katerim so kasneje popularni britanski izvajalki približali interes do glasbe in petja. Pri trinajstih je prejela prvo kitaro in leto kasneje pričela pisati pesmi. Njen takratni prijatelj je demo posnetek glasbene izvedbe poslal na glasbeno založbo, kar je bil začetek glasbene poti za Amy.

## Okoliščine smrti
23. julija 2011 okoli 16.00 po lokalnem času sta bili poklicani dve reševalni vozili na lokacijo hiše Amy Winehouse v londonskem okrožju Camden. Kmalu za tem je tamkajšnja policija potrdila smrt pevke. Vzrok smrti je bila zastrupitev z alkoholom (4,16 promilov).

## Glasbena kariera
Prvi album glasbene izvajalke z naslovom Frank, je izšel 20. oktobra 2003. Album je naletel na številne pozitivne kritike in bil izdan v več kot dva milijonih izvodih. Po tem ko je bil album izdan je priznala, da je deloma verjela v njegov uspeh. Zaradi vmešavanja krovne založbe v predelavo nekaterih pesmi, sama teh ni ocenila kot najboljše delo. Mednarodno prepoznavnost je glasbenica dosegla predvsem v letu 2006, ko so pesmi dosegle viden odziv tudi v ZDA. Prepoznavnost je bila posledica sicer redkega glasbenega kontrasta več zvrsti, ki zvokovno spominjajo na obodobje petdesetih in šestdesetih let. V enakem letu je bila nominiranka in dobitnica več mednarodnih nagrad.
Leta 2006 je izšel njen drugi album Back to Black, ki je naletel na pozitivne ocene kritikov. Več albumskih pesmi je postalo mednarodna uspešnica. Tudi v letu 2007 in 2008 je prejela več glasbenih nagrad. Izrazito negativno pa je bila ocenjena njena turneja v letu 2007. Vzrok tega je bilo njeno konfliktno vedenje in konzumacija alkohola ter ostalih drog, zaradi česar je bila redno na naslovnicah tabloidov.

## Diskografija
- 2003: Frank
- 2006: Back to Black